# 长江三角洲
- 關於位于长江三角洲区域内的一个城市群，請見「长江三角洲城市群」。
- 關於面向长三角城市群的经济发展战略，請見「长江三角洲区域一体化发展」。

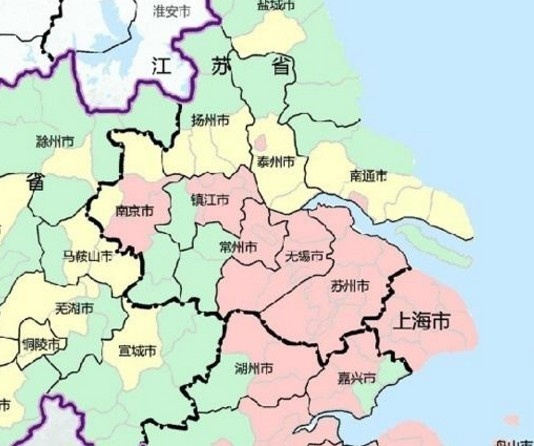
长江三角洲经济圈

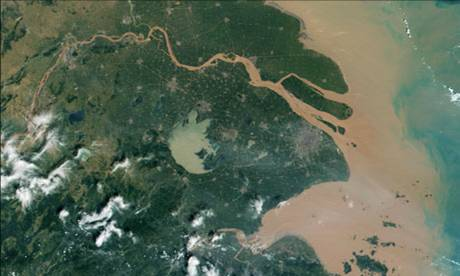
长江三角洲的卫星图像

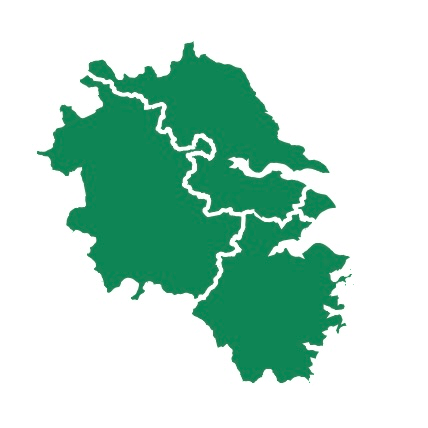
长江三角洲地区

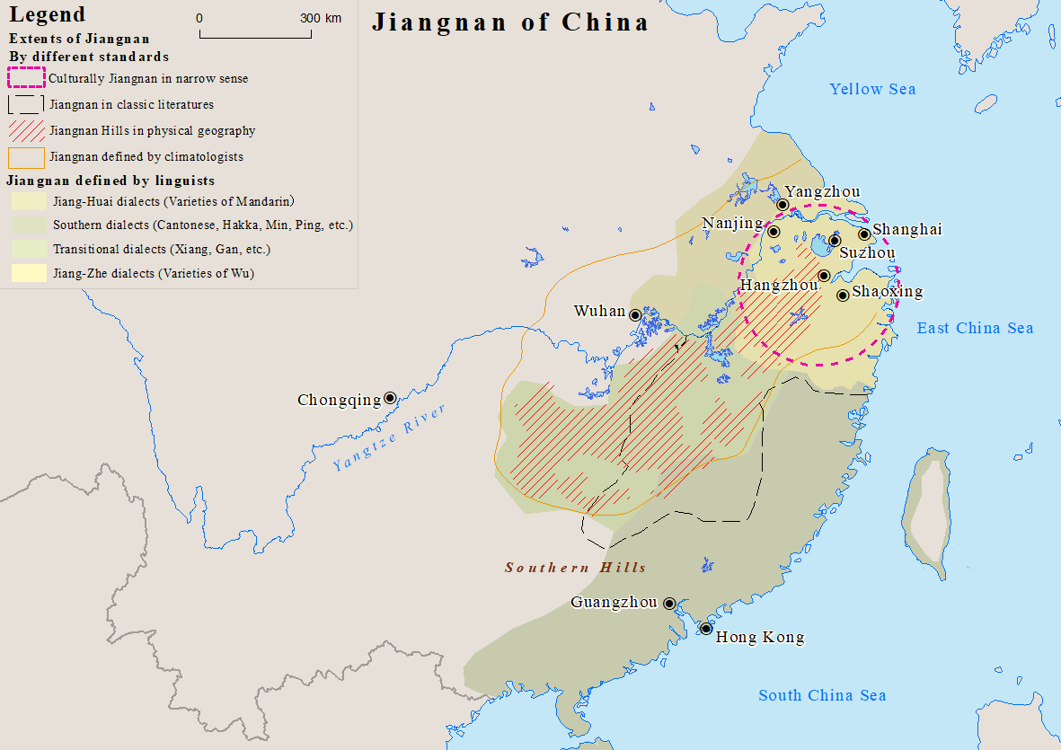
根据不同标准划分的江南范围

长江三角洲是中国和世界著名河口三角洲之一，也是一个冲积平原。三角洲顶点在江苏仪征附近，由此向东，大致沿扬州、泰州、海安、栟茶一线，是三角洲北界；由顶点向东南，沿大茅山、天目山东麓洪积一冲积扇以迄杭州湾北岸，为其西南界和南界。介于北纬30°20′～32°30′，东经119°24′～122°30′，面积达4万平方千米。大致沿江阴、张家港、常熟、松江、金山一线，分为新三角洲和老三角洲两部分。后者位于西部，系以太湖为中心的冲积、湖积平原，距今7500～6000年前即已成陆；前者系指镇江以东，位于大江两侧的冲积平原和江中沙岛，为距今7000～6000年以来形成的三角洲平原。
国务院规划的长江三角洲地区指上海市、江苏省、安徽省、浙江省全部区域，于2019年由正式编入长三角一体化规划。

## 演变过程
三角洲主要是由长江带来的泥沙冲淤而成，冲积层的厚度，由西向东从几十米增加到400米。其底部是坚硬岩层。距今0.2～0.1亿年的喜马拉雅运动，使长江三角洲大幅度下降。第四纪频繁升降，其中晚更新世的一次冰期(大理冰期)，海面下降到低于现代海面的110～130米的深处。其时，长江三角洲前缘直达东经125°30′附近，长江的入海口亦远及冲绳海槽。此后，进入冰后期，海水大举入侵，长江三角洲所在地区的大部再次成为浅海。直至距今7 500～6 000年前后，海面变化趋于相对稳定，开始了现代三角洲的发育。据研究，大致从距今7500年时开始，长江三角洲已经历了6个发展阶段，先后发育了以红桥、黄桥、金沙、海门及崇明、长兴一横沙等河口沙坝为主体的一系列亚三角洲，依次由西北而东南呈雁行式排列。其中红桥、黄桥、金沙、海门等亚三角洲早已连成一片，成为长江北岸沿江平原的组成部分。从20世纪50年代起，崇明亚三角洲也趋于与北岸相连。按此预测，长兴、横沙及正初露水面的九段沙等也将最终与北岸并连。

## 气候
长江三角洲属中国东部北亚热带季风气候。温暖湿润，雨、热同期。年均温15～16℃；最冷月均温2～4℃；最热月均温27～28℃。10℃以上活动积温4 750～5 200℃；生长期225～250天。年降水量l 000～l 400毫米，季节分配较均匀。作物年可二熟至三熟。

## 水系
- 里下河平原南缘。发育了一系列独流入海的短小水系，分别汇集于栟茶、三余等海湾平原，而后注入黄海。人工开挖的新通扬运河（扬州一海安）、栟茶运河（海安—栟茶）、通吕运河（南通―吕四）等也都顺地势东西延伸。

- 河口沙洲区。由一系列正在发展的河口沙坝组成。最主要者为崇明岛、长兴岛、横沙岛及九段沙等。成陆晚，地势低。崇明岛地面高程3.5～4米（吴凇零点）；长兴、横沙一般仅2.5～3.5米。水系多为人工开挖的沟、河。

- 太湖平原。地形上是一巨大碟形洼地，洼地底部即属老三角洲部分的湖沼平原。地面高程一般2.5～3.5米，是长江三角洲湖泊集中分布区，有大小湖荡200多个，以太湖为最大，面积2 425平方千米(水位3.1米)，是中国第三大淡水湖。此外有滆湖、长荡湖、阳澄湖、澄湖及淀山湖等，面积都在60平方千米以上。[1]

## 农业
长江三角洲物产丰饶，农业发达，盛产稻米、蚕桑和棉花，是中国著名稻米产区。苏州和杭嘉湖地区是中国重要蚕桑基地之一。滨海地带的棉花亦占国内重要地位。水产资源更为丰富。仅太湖拥有鱼类即达百种左右。阳澄湖、淀山湖以螃蟹著称。河口浅滩是繁殖河蟹幼苗的优良场所。

## 人文
参见长江三角洲城市群条目。